# Xenomeris raetica
Xenomeris raetica är en svampart som först beskrevs av E. Müll., och fick sitt nu gällande namn av Franz Petrak 1954. Xenomeris raetica ingår i släktet Xenomeris, ordningen Capnodiales, klassen Dothideomycetes, divisionen sporsäcksvampar och riket svampar.   Inga underarter finns listade i Catalogue of Life.